# جرين باكو
غرين باكو (باكو الخضراء) هي منظمة غير حكومية تهدف استرعاء اهتمام مختلف طبقات المجتمع إلى مشكلة النفايات المنزلية في شبه جزيرة آبشيرون. وانها من أول المنظمات غير الحكومية التي تمول نفسها في أذربيجان. المنظمة معترف بها من المنظمات البيئية الدولية مثل «منظمة السلام الأخضر (غرينبيس)» و350 أورغ [الإنجليزية].

## التاريخ

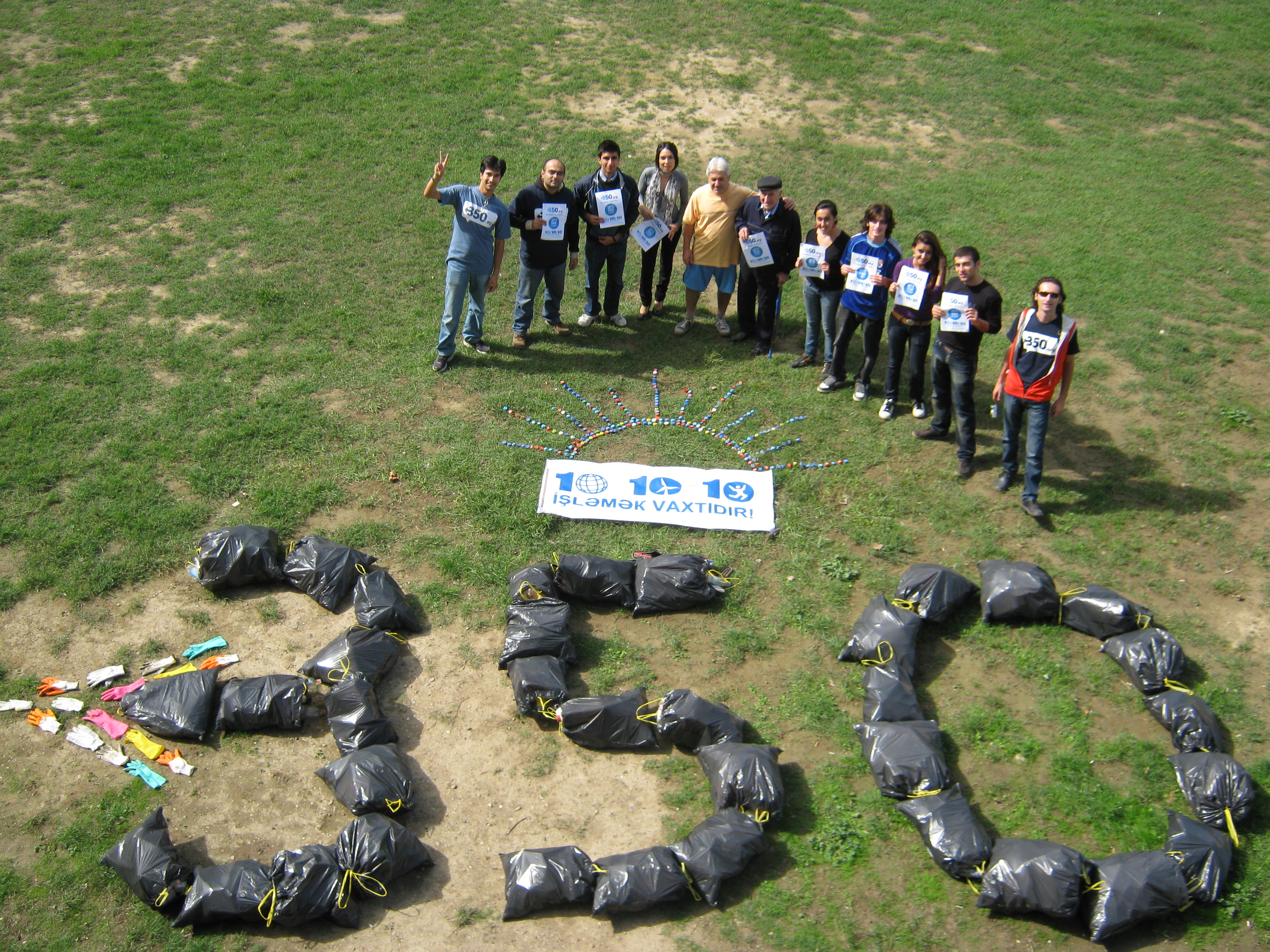

أقيمت من قبل طالب في السنة الأولى من جامعة العلوم التقنية الأذربيجانية في إحدى صفحات فيس بوك في شهر يوليو عام 2010. وجاوز عدد مشاركيها 1000 شخص نهاية شهر أغسطس عام 2010. ويعتبر 5 سبتمبر عام 2010 يوم تاسيس المنظمة حيث اقيمت أول حملة لها. ومثلت أذربيجان في اطار حملة «المناخ الدولي: نهاية الأسبوع للمتطوعين».

## النشاط الرئيسي
يهدف نشاط الحركة خفض النفايات في الشوارع وزراعة الأشجار واتخاذ اجراءات تعليمية وتثقيفية مع سكان المدينة والمدرسيين وكذلك تنسيق أعمال الحكومة والمنظمات المتطوعة. تجرى حملات تنظيف النفايات في شواطئ بحر الخزر والشوارع الرئيسية بالمدينة. تمت ازالة 15 طنا من النفايات في شواطئ الخزر نتيجة الحملات. ولا يجاوز عدد المشاركين في كل الحملات 25 شخصا.

## العمل المساعد
نفذ نشطاء المنظمة عدة حملات إنسانية بهدف تقديم المساعدات للأيتام واللاجئين منذ يوم تأسيسها. وعقد اجتماع بين أعضاء المنظمة ووزير البيئة والثروات الطبيعية حسين قولو باغيروف يوم 2 نوفمبر عام 2010. ونتيجة للاجتماع استجلبت منظمة «غرين باكو» إلى المشاريع والحملات المحلية.

## المنظمة ورئاستها
ان ميثاق المنظمة خاليا من تنظيم اية حملة سياسية. وتعارض المنظمة أي تعامل عدواني مع الناس الملوثين للبيئة. وينتخب المتطوعون النشطاء زعيما لهم لمدة ثلاثة أشهر إلى جانب تقسيمهم المهمات بينهم. انضم 1150 شخصا للمنظمة أوائل عام 2010. ويشارك الأعضاء في الحملات والإجراءات بشكل متطوع ولا تدفع نقود لهم مقابل عملهم.

## الحملات
يوم 5 سبتمبر عام 2010 – «شواطئ آبشيرون بدون نفايات» – هوصان -1
يوم 25 سبتمبر عام 2010 - «شواطئ آبشيرون بدون نفايات» – سومغايت
يوم 26 سبتمبر عام 2010 - «شواطئ آبشيرون بدون نفايات» – هوصان – 2
يوم 10 أكتوبر عام 2010 – «مدينة ركاب الدراجات الهوائية»
يوم 10 أكتوبر عام 2010 – «الحديقة النباتية»
يوم 7 نوفمبر عام 2010 - «شواطئ آبشيرون بدون نفايات» – بيلجه
يوم 5 ديسمبر عام 2010 - «شواطئ آبشيرون بدون نفايات» – شاطئ شيخ
يوم 21 ديسمبر عام 2010 «الشارع النظيف – الوطن النظيف» - مدرسة ثانوية رقمها 23

## انتقادات
تواجه سياسة المنظمة المعتدلة تجاه السكان والحكومة انتقادات بعض النشطاء. لم ينضم معظم مشاركي الحملة الأولى للحملات الأخرى بالتعبير عن كلمات مثل «لن أنظف ما يلوثه الآخرون». وحظيت هذه الفكرة بتأييد بعض النشطاء الذين يعتبرون امكنية التوصل إلى نتائج أفضل بممارسة الضغوط للسلطة وفرض معاملة مكافحة مع السكان أيضا.